# قرار مجلس الأمن التابع للأمم المتحدة رقم 926
قرار مجلس الأمن التابع للأمم المتحدة رقم 926، الذي تم تبنيه بالإجماع في 13 يونيو 1994، بعد إعادة التأكيد على القرار 915 (1994)، أثنى المجلس على عمل فريق مراقبي قطاع أوزو التابع للأمم المتحدة وتعاون ليبيا وتشاد وقرر، على الفور إنهاء مهمة فريق المراقبين في قطاع أوزو.

## روابط خارجية
- نص القرار في undocs.org